# Chlosyne marianna
Chlosyne marianna är en fjärilsart som beskrevs av Johannes Karl Max Röber 1914. Chlosyne marianna ingår i släktet Chlosyne och familjen praktfjärilar. Inga underarter finns listade i Catalogue of Life.